# Петей
Петей, також Петеой (грец. Peteos) — один із нащадків Ерехтея, батько Менестея; захопив владу в Афінах після смерті Пандіона. Егей переміг Петея, і він утік до Фокіди.